# Тимофеев, Игнатий Тимофеевич
Игна́тий Тимофе́евич Тимофе́ев (тат. Игнатий Тимофей улы Тимофеев; 1849, деревня Никифорово, Мамадышский уезд, Казанская губерния — 8 [21] октября 1915, п. Остроленский) — священнослужитель Русской православной церкви, миссионер, просветитель, педагог, первый нагайбакский священник, заведующий Центральной Фершампенуазской школы, ученик и сотрудник Николая Ильминского.

## Происхождение и образование
Игнатий Тимофеев родился в семье старокрещёных татар, относившихся к категории государственных крестьян. Его старшим братом был Василий Тимофеев, будущий христианский просветитель и православный миссионер.
В возрасте 15 лет Игнатий Тимофеев поступил в Казанскую крещено-татарскую школу, созданную Николаем Ильминским совместно с Василием Тимофеевым. В Крещено-татарской школе Игнатий Тимофеев обучался с 1864 по 1866 гг. После окончания школы служил учителем в разных инородческих поселках Казанской губернии. Живя в Казани, Игнатий Тимофеев вступил в миссионерское Братство Свт. Гурия, членом которого он оставался всю свою жизнь.

## Начало миссии среди нагайбаков
В 1871 г. по инициативе инспектора народных училищ Оренбургской губернии Ф. Д. Кудеевского Игнатий Тимофеев был назначен учителем вновь открытой Центральной Фершампенуазской школы, предназначавшейся для обучения детей нагайбаков по системе Ильминского. В процессе обучения учитель Тимофеев использовал книги на языке нагайбаков, изданные переводческой комиссией при Братстве Св. Гурия (с 1876 года — Казанская переводческая комиссия). Вскоре на молодого талантливого преподавателя обратил внимание военный губернатор Оренбурга Константин Боборыкин, поручив ему непосредственное наблюдение за всеми школами верхнеуральских нагайбаков. В числе первых учеников Игнатия Тимофеева был и Феодор Альметев, будущий нагайбакский пастырь и киргизский миссионер.
Летом 1873 года Игнатий Тимофеев приезжал в свои родные края в Казань и здесь 18 августа сочетался браком с Мариной Софроновой, родом из с. Мелекесы. По прибытии в Фершампенуаз Марина открыла у себя на дому первую школу для нагайбакских девочек, а в 1880 года, после назначения Игнатия священником Остроленского прихода, возглавила Центральную Остроленскую женскую школу.
Будучи учителем Фершампенуазской школы, Тимофеев вместе с учениками совершал поездки в порученные его попечению поселки. Особенно часто он и его ученики посещали Остроленский поселок, где принимали участие в церковном богослужении. Здесь, в остроленской Свято-Покровской церкви, в Великий пост 1872 года нагайбаки впервые услышали молитвы и песнопения на своём наречии в исполнении учителя и учеников фершампенуазской школы.
В одном из писем к брату Василию Игнатий Тимофеев делился своими миссионерскими достижениями:
В каждый воскресный день мы собираемся читать часы; очень много бывает посторонних людей. Прочитавши часы, я говорю о вере, читаю «Угет»; очень нравится… Пошел посмотреть на школы в Кассель. И здесь в крещенских школах читают крещенския книги.

## Духовное служение и миссионерские труды
18 октября 1880 года по представлению Николая Ильминского и по просьбе верхнеуральских нагайбаков еп. Оренбургский и Уральский Вениамин (Быковский) рукоположил Игнатия Тимофеева в сан диакона. Через четыре дня, 22 октября, в день празднования Иконы Казанской Божией Матери, диакон Игнатий Тимофеев тем же архиереем был посвящён в сан пресвитера к Покровской церкви Остроленского поселка Верхнеуральского уезда.

18 января 1882 года Тимофеев участвовал в освящении Свято-Покровского храма в Остроленском поселке. Владимир Витевский писал:
нагайбаки… по его [Игнатия Тимофеева] внушению, в один год выстроили на свои средства деревянную церковь во имя Покрова Пресвятыя Богородицы.

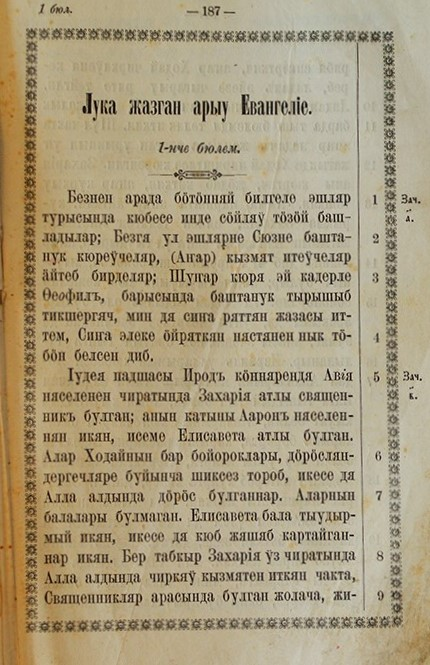
Евангелие от Луки на татарском языке. Из семейного архива Анны Ивекеевой, п. Остроленский.

В 1881 году Тимофеев вступил в переписку с епархиальным начальством, добиваясь разрешения совершать богослужение на понятном для нагайбаков татарском языке языке. Разрешение было получено в 1883 году, и с этого времени на всех приходах верхнеуральских нагайбаков в церковном богослужении наряду с церковнославянским стал употребляться татарский язык.
В 1885 году. по требованию епархиальных властей Тимофеев совершил инспекторскую поездку в Требиятский поселок, где среди части нагайбаков началось движение в сторону ислама. Результатом этой инспекции стало усиление православной миссии среди нагайбаков: в 1885 году в посёлке Фершампенуазском был открыт новый приход, в который, кроме Фершампенуазского, вошли Требиятский и Парижский посёлки. На должности священника и псаломщика нового миссионерского прихода были назначены ученики Ильминского Василий Меркурьев и Макарий Софронов.
В 1885—1887 гг. по заданию этнографа Владимира Витевского Тимофеев провёл полевые исследования певческой культуры нагайбаков. Результаты исследования послужили основой для статьи В. Н. Витевского «Нагайбаки: их песни, загадки и сказки», опубликованной в 1891 году на страницах сборника «Труды четвёртого археологического съезда в России».
В 1887 году Совет Михайло-Архангельского Миссионерского Братства Оренбургской епархии назначил Игнатия Тимофеева помощником Инспектора народных училищ Алексея Раменского, заведующего миссионерскими инородческими школами Оренбургской губернии.

## Служение на родине и возвращение на Южный Урал
В 1891 году ушёл из жизни учитель и духовный наставник Игнатия Тимофеева Николая Ильминский. В 1895 году умер брат Василий. Оставшись без руководства, Игнатий Тимофеев в начале 1896 года возвращается на родину, в с. Никифорово, где становится первым священником Свято-Никольского храма, возведённого в память о просветителе российских инородцев Николае Ильминском. Служение в храме он совмещал с преподаванием Закона Божия в сельской школе. Односельчане, знавшие священника ещё «Игнашкой», не оказывали своему пастырю должного уважения, что послужило причиной возвращения Тимофеева в Оренбургскую губернию. В должности священника Космо-Дамиановской церкви Парижского поселка Верхнеуральского уезда Игнатий Тимофеев вновь стал одним из ведущих деятелей Нагайбакской миссии.
В 1897 году на съезде духовенства 30 благочиния Оренбургской епархии священник Игнатий Тимофеев был избран духовником благочиннического округа, каковую должность исполнял вплоть до 1901 года.

## Кончина и погребение
В последние годы жизни Тимофеев служил священником Свято-Покровской церкви Остроленского поселка Верхнеуральского уезда. Заслуги священника перед Церковью были отмечены назначением ему пенсии в размере 200 рублей. 29 ноября 1914 года Тимофеев в связи с болезнью вышел за штат. Тогда же указом Святейшего Правительствующего Синода размер его пенсии был увеличен до трехсот рублей в год. Скончался основатель и руководитель Нагайбакской миссии 8 октября 1915 года, в день празднования памяти прмч. Игнатия Афонского (Константинопольского). Чин священнического отпевания возглавил зять покойного, священник Карагайской станицы Верхнеуральского уезда Александр Михайлович Крепкогорский. Игнатий Тимофеев был погребён в ограде Вознесенского храма Карагайского поселка.

## Награды
В 1882 году Игнатию Тимофееву была объявлена благодарность за обучение церковному пению в нагайбакских школах. В 1887 году — награждён набедренником, в 1895 году — скуфьёю, в 1903 — камилавкой, в 1912 году — золотым наперсным крестом от Святейшего Правительствующего Синода Дважды И. Т. Тимофеев удостаивался архиерейского благословения «За ревностное проповедание Слова Божия», — в 1889 и в 1892 гг.. За отлично-усердную службу и благоповедение дважды удостаивался благословения Св. Синода с установленной грамотой.

## Упоминание в научных трудах
О роли Игнатия Тимофеева в становлении и развитии Нагайбакской миссии говорится в книгах и статьях опубликованных ещё при его жизни:
1. «Письма Н. И. Ильминского к крещенным татарам» содержат семь писем Николая Ильминского к Игнатию Тимофееву[1].
2. В книге «Казанская центральная крещено-татарская школа: материалы для истории христианского просвещения крещеных татар» Ильминский дает краткую характеристику своему ученику[10].
3. В статье «Известия о деятельности и состоянии наших учебных заведений» за 1874 год безымянный автор сообщает о первых шагах христианской миссии среди нагайбаков и о миссионерских трудах учителя Игнатия Тимофеева[11].
4. В статье Владимира Витевского «Сказки, загадки и песни нагайбаков Верхнеуральского уезда Оренбургской губернии» Тимофеев показан как главный деятель христианского просвещения среди нагайбаков[4].

Сведения о начале Нагайбакской миссии Игнатием Тимофеевым встречаются и в трудах современных ученых:
1. Атнагулов И. Р. «Этническая история нагайбаков в XVIII — начале XXI веков: становление и трансформация идентичностей»[12].
2. Белоруссова С. Ю. «Динамика этничности нагайбаков в XVIII—XXI вв.»[13].